# Bloem van Barcelona

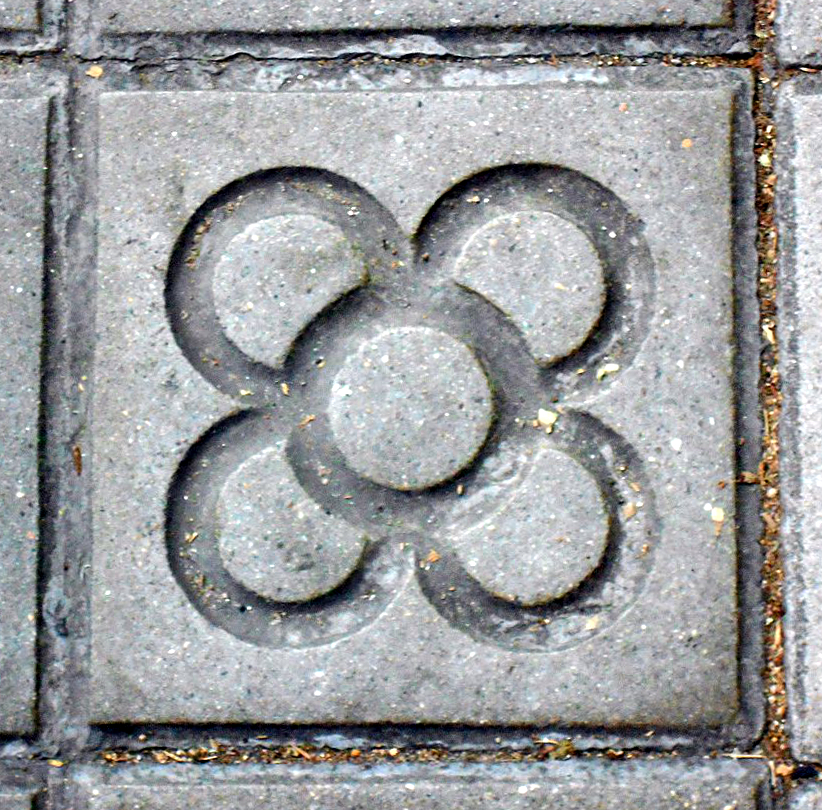
De flor de Barcelona

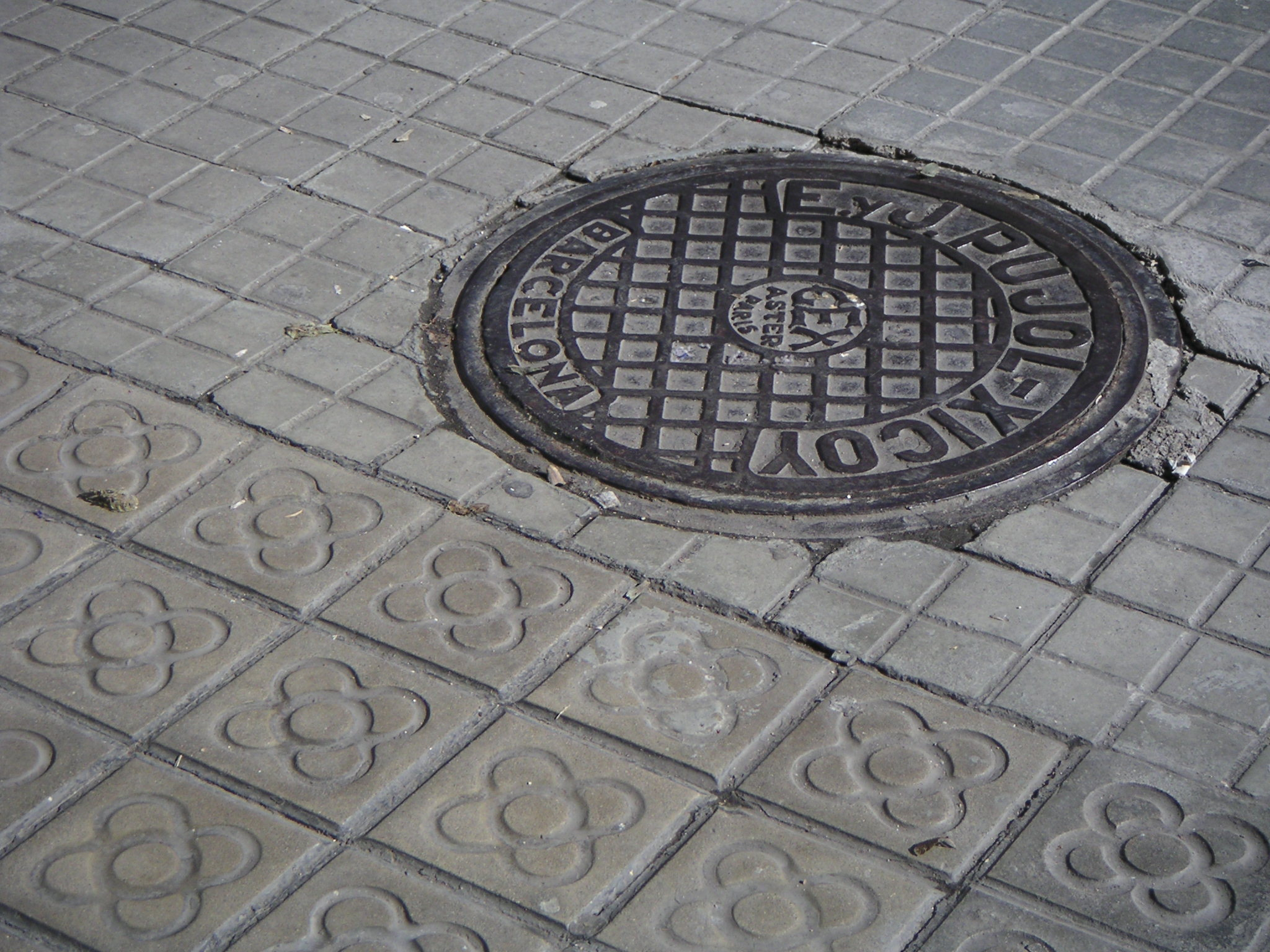
Een stoep gedeeltelijk met de flor de Barcelona ingestraat

De bloem van Barcelona (Catalaans: flor de Barcelona of panot de flor) is een speciaal vormgegeven stoeptegel die alleen in de Catalaanse hoofdstad Barcelona voorkomt. De tegel is 20 bij 20 centimeter groot en is gesierd met een stilistisch weergegeven bloem in bas-reliëf.
De tegel werd in 1906 door de Catalaans modernistische architect Josep Puig i Cadafalch ontworpen voor de bestrating van de entree van Casa Amatller, waardoor de eigenaren met de koets binnenkwamen, maar is later ook gebruikt voor de bestrating van een groot aantal straten, voornamelijk in de wijk Eixample. De tegel wordt nog steeds geproduceerd. Er zijn meer tegels met een vormgeving die specifiek is voor Barcelona, maar de flor de Barcelona is uitgegroeid tot een symbool van de stad.